# المطعم بن عدي
المطعم بن عديّ بن نوفل بن عبد مناف القرشي الكناني (ت: 2هـ/ 623م) رجل من قريش من بني عبد مناف، والد الصحابي جبير بن مطعم، عاش في زمن النبي محمد، ولكنّه توفي ولم يعتنق الإسلام، ورغم ذلك فإن له في نفوس المسلمين احترامًا كبيرًا، لمواقفه الداعمة للمسلمين في بداية الدعوة، فقد كان أحد الستة الذين نقضوا الصحيفة المقاطعة لبني هاشم التي كُتبت وعُلقت في الكعبة، وهو الذي أجار النبي لدى رجوعه من الطائف عندما رفضت قريش دخوله إلى مكة. ومن مناقبه أيضاً المحمودة للإسلام أنه عندما كشفت قريش أمر بيعة العقبة الثانية وقامت بمطاردة المبايعين بعد آدائهم للحج، وتمكنت فعلاً من القبض على سعد بن عبادة ربطوه ودخلوا به إلى مكة، لكن المطعم بن عدي ومعه الحارث بن حرب خلصاه من أيدي القرشيين لأنه كان يجير قوافلهما المارة بالمدينة فرجع لم يمسسه سوء.

## نسبه وعائلته
هو أبو وهب المُطعم بن عدي بن نوفل بن عبد مناف بن قصي بن كلاب بن مره بن كعب بن لؤي بن غالب بن فهر بن مالك بن النضر بن كنانة بن خزيمة بن مدركة بن إلياس بن مضر بن نزار بن معد بن عدنان.
- والده: عدي بن نوفل بن عبد مناف وهو أحد سادات قريش في الجاهلية، وكانت له سقاية الحجيج بمكة، وكان يسقي عليها اللبن والعسل.[2]
- والدته: فاتخة بنت عباس بن عامر بن حي بن رعل بن عوف بن أمرئ القيس بن بهثة بن سليم بن منصور.[3]
- الإخوة: طُعيمة، والخيار، والصالح واسمه عبيد الله، والمبارك واسمه عبد الله.[4]

## إجارته للنبي محمد صلى الله عليه وسلم
بعد عودة النبي محمد صلى الله عليه وسلم وبصحبته زيد بن حارثة من الطائف، وقد لقي من ثقيف ما لقي من إيذاء وضرب بالحجارة، ولما وصل إلى حراء أرسل رجلاً من خزاعة إلى المطعم بن عدي يسأله أن يدخل محمد وزيد في جواره، فقال المطعم: «نعم»، ودعا بنيه وقومه فقال: «تلبسوا السّلاح وكونوا عند أركان البيت فإني قد أجرت محمدًا»، فدخل محمد صلى الله عليه وسلم ومعه زيد بن حارثة حتى انتهى إلى المسجد الحرام فقام المطعم بن عدي على راحلته فنادى «يا معشر قريش إني قد أجرت محمدًا، فلا يهجه أحد منكم» فانتهى النبي محمد صلى الله عليه وسلم إلى الركن فاستلمه وصلى ركعتين وانصرف إلى بيته والمطعم بن عدي وولده محيطون به. لأجل ذلك قال عنه النبي محمد صلى الله عليه وسلم «لو كان مطعم بن عدي حيًا، ثم استشفعني في هؤلاء النتنى (يعني أسرى بدر) لشفّعته فيهم». وقيل أن النبي صلى الله عليه وسلم وجه هذا الكلام لأبنه جبير بحيث قال: «لو كان أبوك حيًا فستوهبني هؤلاء الأسرى لوهبتهم له وشفعته فيهم»

## وفاته
توفي المطعم في مكة سنة 2هـ/ 623م، قبل غزوة بدر وله نيف وتسعون سنة، فرثاه الصحابي حسان بن ثابت: